# 李 (緬因州)
李是一個位於美國緬因州佩諾布斯科特縣的鎮。

## 人口
根據2020年美國人口普查的數據，李的面積為103.00平方千米，當中陸地面積為100.15平方千米，而水域面積為2.85平方千米。當地共有人口916人，而人口密度為每平方千米9人。